# Фирсова, Софья Михайловна
Со́фья Миха́йловна Фи́рсова (урождённая Софья Менделевна Прупис; 1919, Яновичи Витебской губернии — 1999, Санкт-Петербург) — советский и российский экономист, педагог. Доктор экономических наук (1970), профессор (1972).

## Биография
Мать — Мария Борисовна Прупис (1896—1982), отец — Мендель Иосифович Прупис (1887—1956).
Окончила экономический факультет Ленинградского государственного университета (1942). С 1948 года — старший преподаватель кафедры политэкономии Ленинградского электротехнического института связи (ЛЭИС), ассистент кафедры политэкономии ЛГУ.
В период «борьбы с космополитизмом» публично выступала с поддержкой преследуемых коллег. 14 июля 1949 году, будучи на пятом месяце беременности, С. М. Фирсова была арестована по «Ленинградскому делу», обвинялась в «участии в троцкистско-сионистской организации ЛГУ», приговорена к 10 годам заключения (17 ноября 1949 года родила в тюрьме, сына в 1950 году уже из Минлага разрешили забрать на попечение родственников). Заключение отбывала в Минлаге в Инте (Коми АССР), работала завхозом при детском доме. Её муж, Николай Николаевич Фирсов (1920—?), впоследствии секретарь парткома Финансово-экономического института и директор Финансово-экономического техникума, в 1950 году отказался от жены как от «врага народа» и оформил заочный развод. В октябре 1954 года, после освобождения, вернулась в Ленинград, работала экономистом в артели «Ленфотохудожник». В 1956 году была реабилитирована Президиумом Ленгорсуда и восстановлена в преподавательской должности в ЛЭИС, с 1972 года — профессор кафедры экономических связей.
Автор свыше 60 опубликованных трудов, в том числе переиздававшегося учебника «Экономика связи» (1978, 1984, 1993, 1997).
Умерла в декабре 1999 года. Воспоминания С. М. Фирсовой о годах в лагере были опубликованы в журнале Санкт-Петербургского университета («Как жить?», 1998); лагерная переписка с родственниками и друзьями — в журнале «Нева» («Письма лагерной мадонны», 2003).
Сын — Андрей Николаевич Фирсов (род. 17 ноября 1949, Кресты), доктор технических наук, профессор Высшей школы киберфизических систем и управления.

### Монографии
- Фирсова С. М. Развитие отраслей электрической связи в США в период научно-технической революции / Министерство связи СССР, Ленинградский электротехнический институт связи имени профессора М. А. Бонч-Бруевича. — Л., 1968. — 152 с.
- Иванов С. И., Рожевская С. С., Сарычев В. Г., Фирсова С. М. и др. США: научно-технический прогресс и воспроизводство. — Л.: Издательство ЛГУ, 1969. — 235 с.
- Фирсова С. М., Грисимова Е. Н. Экономика связи. — М.: Связь, 1997.

### Учебники и учебные пособия
- Фирсова С. М. Социалистическая собственность: Учебное пособие по курсу политической экономии / Министерство связи СССР, Ленинградский электротехнический институт связи имени профессора М. А. Бонч-Бруевича. — Л.: [Б. и.], 1960. — 27 с.
- Альтер Л. Б., Блюмин И. Г., Реуэль А. Л., Штейн В. М., Фирсова С. М. и др. История экономических учений: Учебник для экономических вузов. — М.: Издательство социально-экономической литературы, 1963. — 550 с.
- Фирсова С. М., Горелик М. А., Грисимова Е. Н., Цатурова Р. Г. Экономика связи: Учебник для электротехнических институтов связи. — Л.: Радио и связь, 1978. — 24 000 экз.
- Горелик М. А., Фирсова С. М., Цатурова Р. Г., Ковалгина Т. М. Экономика связи: Учебник для электротехнических институтов связи. — 2-е издание. — Л.: Радио и связь, 1984. — 12 000 экз.
- Фирсова С. М., Горелик М. А., Ковалгина Т. М., Цатурова Р. Г. Экономика связи: Учебник для вузов / Под редакцией М. А. Горелик. — 3-е издание, дополненное и переработанное. — СПб.: Радио и связь, 1993. — 240 с. — 1000 экз. — ISBN 5-256-00369-0.

### Статьи
- Фирсова С. М. Отрасли электрической связи в системе монополистического капитала США // Проблемы современного капитализма и развивающихся стран: Сборник (Учёные записки кафедр общественных наук вузов Ленинграда. Политическая экономия; Вып. IX)  / Министерство высшего и среднего специального образования РСФСР; Редакторы: С. И. Тюльпанов, В. Г. Онушкин, С. И. Яковлева. — Л.: Издательство ЛГУ, 1968. — С. 14—28.